# S/2023 U 1
S/2023 U 1 は、天王星を公転している衛星の一つである。2023年11月4日にスコット・S・シェパードがチリのラス・カンパナス天文台で行った観測で初めて発見され、2024年2月23日にその発見が公表された。天王星からの軌道長半径は約800万 km で、軌道を一周するのに約2年を要する。

## 発見
S/2023 U 1 は、2023年11月4日にチリのラス・カンパナス天文台にある口径 6.5 m のマゼラン望遠鏡を使った天王星の不規則衛星の探索中にスコット・S・シェパードによって初めて観測された。シェパードはシフト・アンド・アッド法 (shift-and-add technique) と呼ばれる方法を用いることで微かな S/2023 U 1 からの光を検出することに成功した。この技術では、望遠鏡を用いて長時間露光した画像を多数撮影し、それらを主惑星の動きに追従するように位置を合を合わせ、これらの画像を全て加算して単一の画像を生成させれば、線状に写る遠方の恒星や銀河に対して、主惑星と同じような動きをしている衛星からの微かな光点が見えるようになる。同様の観測手法は2023年に新たに報告された土星の衛星の観測の際にも用いられている。シフト・アンド・アッド法をマゼラン望遠鏡のような非常に口径の大きい望遠鏡に適用させることで、シェパードはこれまでの捜索よりもさらに深く天王星の不規則衛星を観測できるようになったとしている。 
フォローアップ観測を行うため、シェパードは研究者の Marina Brozović と Robert Jacobson と協力して、他の日時におけるこの衛星の軌道と位置の予測を計算した。シェパードは2023年12月6日と12月13日にもマゼラン望遠鏡で観測を行い、ハワイ島のマウナ・ケア山にある口径 8.2 m のすばる望遠鏡で2021年9月8日に行われた観測と同年12月2日にマゼラン望遠鏡で行われた観測まで遡り、衛星を追跡することができた。シェパードなどによって新たに発見された海王星の不規則衛星である S/2021 N 1 と S/2002 N 5 の2つと併せて、小惑星センター (MPC) が2024年2月23日に公開した小惑星電子回報 (MPEC) にて発見が公表され、S/2023 U 1 という仮符号が割り当てられた。これにより、天王星の衛星の総数は27個から28個となった。発見が公表されたのは2024年であるが、2023年に撮影された画像から初めて存在が知られたため、仮符号には 2023 が付されている。天王星を公転する衛星が新たに発見されるのは2003年に発見が公表されたマーガレット以来、約20年ぶりとなった。

## 軌道

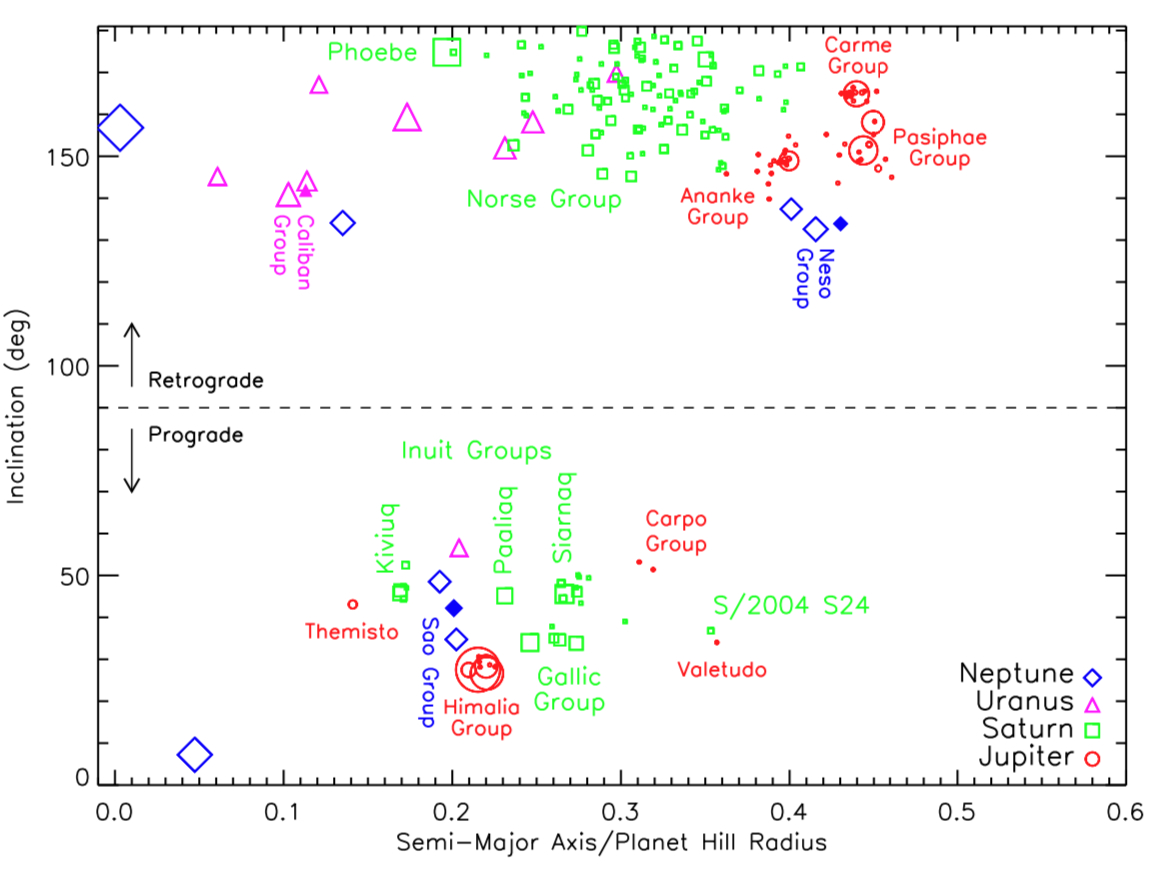
横軸を主惑星からの軌道長半径、縦軸を軌道の軌道傾斜角とした際の木星（赤）、土星（黄緑）、天王星（マゼンダ）、海王星（青）の不規則衛星の分布を示したグラフ。横軸の軌道長半径は主惑星のヒル半径に対する割合を、縦軸の軌道傾斜角は黄道面に対する傾きを示している。衛星の相対的な大きさはプロットされている図形の大きさで表している。このグラフから、天王星の不規則衛星の一部はキャリバン群と呼ばれるグループを構成していると考えられる。データは2024年2月時点のもの。

天王星から遠くにあり、黄道面に対して大きく傾斜し扁平した楕円軌道を描いている S/2023 U 1 は 不規則衛星に分類される。不規則衛星は主惑星からの距離が遠く、主惑星との重力による束縛が緩いため、その軌道は太陽や他の惑星の重力によって頻繁に乱される（摂動）ことが知られている。これにより不規則衛星の軌道は短期間で大きく変化するため、特定の日時のみを元期とした接触軌道要素では、ケプラーの法則に基づく単純な楕円軌道では不規則衛星の長期的な軌道運動を正確に表すことができない。代わりに固有軌道要素（または平均軌道要素）は長期間に渡って摂動を受けている軌道を平均化し、短期間における軌道の変化の影響を除いて計算されるため、不規則衛星の長期的な軌道をより正確に表すのに用いられる。
1600年から2400年までの800年間に渡って平均化された S/2023 U 1 の天王星からの固有軌道長半径は約 798万 km（約 0.053 au）で、固有公転周期は地球における約1.86年となっている。固有軌道離心率は 0.25 で、黄道面に対する固有軌道傾斜角は約144度となっている。軌道傾斜角が90度を超えているため、天王星が太陽の周囲を公転する方向とは逆方向に公転している逆行衛星となる。他の天体からの摂動の影響により、先述の通り S/2023 U 1 の軌道要素は長い時間スケールでは大きく変動し、軌道長半径は 797万 kmから 798万 km 、軌道離心率は 0.14 から 0.29 、軌道傾斜角は141度から144度の範囲で変化する。平均で地球上における約5,021年周期の交点移動 (Nodal precession) と、約5,078年周期の近点移動がみられる。
S/2023 U 1 は天王星からの軌道長半径においてその両側に位置しているステファノーとキャリバンと共に、天王星から遠く離れた逆行軌道を公転している不規則衛星のグループである「キャリバン群 (Caliban group)」を構成する一員であるとされている。キャリバン群に属する衛星は、天王星からの軌道長半径が 700万 km から 800万 km、軌道の離心率が 0.16 から 0.23 、軌道傾斜角が141度から144度の範囲内に収まる軌道要素を持つ。他の全ての不規則衛星のグループと同様に、キャリバン群は天王星が形成された後に外部から天王星の重力に捉えられて公転していたさらに大きな衛星が小惑星や彗星との衝突によって破壊されたことによって形成されたと考えられており、衝突で生じて飛散した多くの破片が天王星の周りを元々存在していた衛星と同じような軌道を描いて公転しているものであるとされている。

## 物理的特徴
S/2023 U 1 は非常に暗く、地球から見た見かけの明るさの平均は26.7等級であり、地球上からはマゼラン望遠鏡のような最大級の口径を持つ望遠鏡でのみ観測することができる。ほとんどの不規則衛星に対して用いられる典型的な幾何学的アルベドの値である 0.04 - 0.10 を用いると、S/2023 U 1 の直径は 8 - 12 km となる。シェパードは S/2023 U 1 の直径を約 8 km と推定している。この直径の場合、それまでに発見されていた天王星の衛星の中では、直径が約 12 km 程度とされる可能性も示されていたマブを下回り、これまでに発見されている中では最も小さな天王星の衛星であるとみられている。